# SN 2004hi
SN 2004hi – supernowa typu Ia odkryta 20 listopada 2004 roku w galaktyce A020838-0508. W momencie odkrycia miała maksymalną jasność 22,40m.